# Bushong
Bushong és una població dels Estats Units a l'estat de Kansas. Segons el cens del 2000 tenia 55 habitants.

## Demografia
Segons el cens del 2000, Bushong tenia 55 habitants, 20 habitatges, i 14 famílies. La densitat de població era de 141,6 habitants per km².
Dels 20 habitatges en un 40% hi vivien nens de menys de 18 anys, en un 65% hi vivien parelles casades, en un 0% dones solteres, i en un 30% no eren unitats familiars. En el 30% dels habitatges hi vivien persones soles el 30% de les quals corresponia a persones de 65 anys o més que vivien soles. El nombre mitjà de persones vivint en cada habitatge era de 2,75 i el nombre mitjà de persones que vivien en cada família era de 3,36.
Per edats la població es repartia de la següent manera: un 29,1% tenia menys de 18 anys, un 7,3% entre 18 i 24, un 32,7% entre 25 i 44, un 23,6% de 45 a 60 i un 7,3% 65 anys o més.
L'edat mediana era de 32 anys. Per cada 100 dones de 18 o més anys hi havia 143,8 homes.
La renda mediana per habitatge era de 26.250 $ i la renda mediana per família de 27.083 $. Els homes tenien una renda mediana de 20.833 $ mentre que les dones 27.500 $. La renda per capita de la població era de 10.511 $. Cap de les famílies i el 2,2% de la població estaven per davall del llindar de pobresa.

## Poblacions més properes
El següent diagrama mostra les poblacions més properes.